# السهول (ريمة)

تعديل مصدري - تعديل

السهول(ريمة) أو قرية السهول  هي إحدى قرى عزلة بني سعيد الواقعة ضمن مديرية الجعفرية التابعة لمحافظة ريمة، بلغ تعداد سكانها (453) نسمة حسب تعداد اليمن لعام 2004.

## روابط خارجية
- الدليل الشامــل